# Leptotarsus incertus
Leptotarsus incertus är en tvåvingeart som först beskrevs av Edwards 1923.  Leptotarsus incertus ingår i släktet Leptotarsus och familjen storharkrankar. Inga underarter finns listade i Catalogue of Life.